# Uropsalis segmentata
El chotacabras golondrina (Uropsalis segmentata), también denominado  chotacabras de cola ahorquillada , chotacabras tijereta, guardacaminos tijereta, dormilón lira chico o guardacaminos golondrina (Colombia), es una especie de ave caprimulgiforme, una de las dos pertenecientes al género Uropsalis que integra la familia Caprimulgidae. Es nativo de los Andes en Sudamérica.

## Distribución y hábitat
Se encuentra en Bolivia, Colombia, Perú y Ecuador.

Habita en bosques húmedos tropicales y subtropicales montanos.

## Sistemática

### Descripción original
La especie U. segmentata fue descrita por primera vez por el ornitólogo estadounidense John Cassin en 1849 bajo el nombre Hydropsalis segmentatus; localidad tipo «Bogotá».

### Subespecies
Según la clasificación del Congreso Ornitológico Internacional (IOC) (Versión 4.4, 2014) y Clements Checklist 6.9, se reconocen 2 subespecies, con su correspondiente distribución geográfica:
- Uropsalis segmentata segmentata (Cassin), 1849) - Colombia (faldeos occidentales de los Andes y Andes orientales) y  norte de Ecuador.
- Uropsalis segmentata kalinowskii (Berlepsch & Stolzmann), 1894 - centro del Perú (faldeos de los Andes orientales) y oeste y centro de Bolivia.